# 네이선 다이어
네이선 안톤 조나 다이어(Nathan Antone Jonah Dyer, 1987년 11월 29일 ~ )는 잉글랜드의 은퇴한 축구 선수이다. 윙어로 활약했다.

## 수상

#### 스완지시티
- 풋볼 리그컵 우승 :2012-13

#### 레스터 시티
- 프리미어리그 우승 :2015-16